# Marta Botet Borràs
Marta Botet Borràs   (Barcelona, 28 de maig de 2000) és una comunicadora i creadora de contingut digital catalana en l'àmbit cultural. És coneguda com la primera booktuber en català pel canal de YouTube Recomanacions de Llibres.

## Trajectòria

### Formació
Va estudiar a l'Escola Virolai. Posteriorment, va graduar-se en Comunicació Audiovisual per la Universitat Pompeu Fabra.

### Booktube
Nascuda el 2000, de petita ja era una apassionada dels llibres, tot i que també li agradaven la música i el cinema. El 2011, veient que als seus companys de classe no els agradava la lectura, ella i la seva amiga Alicia van decidir obrir un blog literari titulat Germanes Loques. Tanmateix, poc després va passar a escriure en solitari en un altre blog  anomenat Recomanacions de Llibres Infantils i Juvenils, que incloïa lectures suggerides, resums, aplicacions literàries i concursos, entre d'altres.
Més tard, va fer el salt al format del vídeo a la plataforma de YouTube, a través del canal Recomanacions de Llibres, i el va complementar amb un compte a Instagram. Hi parlava sobre llibres, la indústria editorial i llibres clàssics de la literatura catalana. Feia vídeos de molts gèneres: tags, recomanacions, ressenyes, vlogs, reptes, clips de lectura, entrevistes, etc. Amb el pas del temps, però, va anar introduint pel·lícules i sèries de televisió en el contingut. Els vídeos solien rondar els 20 minuts.
A partir de la repercussió que va tenir el seu contingut, el 2015 va ser convidada a l’esdeveniment Ted Youth de Nova York, on va fer una TED Talk al Museu de Brooklyn sobre el futur de la literatura en l’espai digital i entre els joves.
El seu contingut a YouTube va tenir un gran èxit. Va publicar més de 130 vídeos, alguns dels quals van rebre 30.000 visualitzacions, i en total va superar el llindar de les 160.000. El canal va estar actiu fins al 2019, en què Botet va deixar de penjar vídeos per incompatibilitat amb els estudis, i va ser abandonat definitivament el 2020. Amb 4.020 subscriptors el 2023, és la booktuber catalana amb més seguidors.  En aquest sentit, ha estat un referent per a figures del món audiovisual-literari posteriors.

### Xerrades i tallers
El 2015, va comparèixer a la I Trobada de Joves Lectors, organitzada per la Institució de les Lletres Catalanes al Centre d'Arts Santa Mònica de Barcelona. També va formar part del jurat del concurs de foment de la lectura jove #recomanollegir, promogut per la Xarxa de Biblioteques Municipals de Barcelona. El 2017, va fer una presentació a la Biblioteca Pública de Tarragona sobre la influència de la literatura en la seva vida i el fet de ser booktuber. A més, va presentar la ponència «Jo participo de la meva educació» al fòrum Education Talks de la Universitat Abat Oliba. El mateix any, va assistir com a ponent al Mercat de Nadal del Llibre, organitzat per TR3SC a l'Antiga Fàbrica Estrella Damm. Allà va conversar amb tres altres influenciadores del seu àmbit: Layla Zaoui, Alicia Linares i Mixa. El 2018, va tornar a Tarragona a fer un taller de dos dies per a convertir-se en booktuber, acompanyada del filòleg i narrador Carles Alcoy i del cineasta Oriol Guanyabens.
El juny del 2019, va assistir a la cloenda del Ginbooktuber, una activitat duta a terme conjuntament pels centres públics de primària i secundària de Malgrat de Mar i Santa Susanna. Així mateix, el 2024 va fer una xerrada a l'Institut Montserrat Roig de Sant Andreu de la Barca sobre la seva etapa com a booktuber. El 2019, va formar part d'un col·loqui en format de vermut en la desena edició del festival Kosmopolis del Centre de Cultura Contemporània de Barcelona. La hi van acompanyar Marina Porras, Marc Rovira, Ricard Ruiz Garzón i Marc Pastor, i va moderar el parlament Albert Forns. S'hi va conversar sobre els espais de discussió literària com les revistes de crítica literària, els clubs de lectura i els fòrums o altres espais digitals usats així. El mateix 2019, va conversar amb Layla Zaoui al CaixaForum Barcelona en el marc de la trobada literària Reset. També ha estat present en esdeveniments com clubs de lectura, la Setmana del Llibre en Català i la Jornada de Joves Lectors.

### Ràdio i televisió
Es va estrenar en el món audiovisual el 2011 com a col·laboradora del programa La tribu de Catalunya Ràdio, juntament amb la seva mare Laura Borràs, l'escriptora Anna Manso i el llibreter Carles Ramon, propietari de la llibreria La Font de Mimir. El 2013, va aparèixer en l'especial de Sant Jordi de TV3. Així mateix, el 2015, va passar a treballar a Clicka't de Catalunya Ràdio amb Rosa Gordillo fent la secció Les lectures de la Marta. i, entre el 2018 i el 2019, va fer de redactora i col·laboradora a El suplement de Catalunya Ràdio amb Ricard Ustrell, on cada setmana recomanava un llibre. El 2017, va encetar una secció de videoblog de lectures al diari cultural La Llança d'El Nacional, titulada Doble mortal. El 2019, va treballar com a redactora i presentadora al programa Terrícoles de Betevé, en el qual setmanalment presentava una entrevista amb una personalitat del món cultural. Entre el 2020 i el 2021, va formar part del grup de youtubers Dumb Hoes Doing Dumb Things, que va col·laborar activament amb el Canal Malaia.

### Cinema
Dotada d'un interès especial per la direcció cinematogràfica i la direcció de fotografia, el 2023 va dirigir com a treball de final de grau el seu primer curtmetratge, Farem Adeu. Així mateix, en el darrer any de carrera va treballar com a ajudant de producció a l'empresa productora Belledenuit Studio, com a redactora i muntadora a Frame Studio (la productora d'El Nacional) i com a codirectora del departament de comunicació del festival de cinema jove Festival u22. Anteriorment, el 2021, també havia treballat al centre d'arts IDEAL com a ajudant de producció i de comunicació i xarxes socials.

## Vida personal
És filla de Laura Borràs i Castanyer, expresidenta del Parlament de Catalunya, i de Xavier Botet, cirurgià especialitzat en cirurgia digestiva. Durant el seu naixement, la seva mare va patir complicacions del part (una hemorràgia interna, una peritonitis, un xoc hipovolèmic i una aturada cardíaca) que van desembocar en una mort clínica. Tanmateix, va sobreviure al part. En la infantesa i l'adolescència, solia estiuejar a Mallorca amb la família.
A banda de la literatura i el cinema, l'apassionen la moda i la fotografia.